# Brookesia vadoni
Brookesia vadoni este o specie de cameleoni din genul Brookesia, familia Chamaeleonidae, descrisă de Edouard-Raoul Brygoo și Domergue 1968. A fost clasificată de IUCN ca specie vulnerabilă. Conform Catalogue of Life specia Brookesia vadoni nu are subspecii cunoscute.